# Vân Đồn nemzetközi repülőtér
A Vân Đồn nemzetközi repülőtér (IATA: VDO, ICAO: VVVD) Vietnám egyik nemzetközi repülőtere, amely Vân Đồn közelében található. Éves utasforgalma 260 434 fő (2019).

## Futópályák
A repülőtér futópályái:
- 03/21 (3600 m, 45 m, aszfalt)

## Forgalom
Az utasforgalom az elmúlt években az alábbi módon változott:
| 2019 | 260 434 |